# Taraus
Taraus (en francès Tharaux) és un municipi francès situat al departament del Gard i a la regió d'Occitània.